# Bernardo Bello
Bernardo Francisco Bello Gutiérrez (* 8. Dezember 1933 in Quillota; † 14. September 2018 in Santiago de Chile) war ein chilenischer Fußballspieler, der zehn Länderspiele für Chile absolvierte, in denen er zwei Tore erzielte, und dreimal mit CSD Colo-Colo chilenischer Meister wurde. Er war 1990 der erste Frauennationaltrainer Chiles.

## Vereinskarriere
Bernardo Bello wurde von CSD Colo-Colo unter Vertrag genommen, nachdem er bei einer Schulolympiade in der chilenischen Hauptstadt seine Schule aus Quillota vertreten hatte. Mit Colo-Colo gewann er drei Meisterschaften und einmal den Pokal. Am Ende seiner Karriere spielte der Stürmer noch für CD Magallanes.

## Nationalmannschaftskarriere
Bernardo Bello gab sein Debüt für Chile unter Trainer Luis Tirado am 21. Februar 1954 gegen Paraguay beim Qualifikationsspiel zur Fußball-Weltmeisterschaft 1954 in der Schweiz. Chile verlor mit 1:3 und qualifizierte sich nicht für die Endrunde. Weitere Freundschaftsspiele und kontinentale Copas kamen hinzu, unter anderem eine Reise nach Europa 1960. Für die Heim-Weltmeisterschaft wurde er allerdings nicht nominiert. Sein letztes Länderspiel absolvierte der Stürmer im Juli 1963 beim 0:0 gegen Uruguay. Seine einzigen beiden Länderspieltreffer erzielte Bernardo Bello im November im Freundschaftsspiel beim 4:2-Erfolg über Argentinien, der erste Länderspielsieg von Chile gegen den großen Rivalen aus dem Nachbarland.

## Trainerkarriere
Bernardo Bello arbeitete 1973 als Trainer von San Antonio Unido und 15 Jahre später von Deportes Colchagua. Die meiste Zeit arbeitete er allerdings in der Jugend des CSD Colo-Colo, wo er Teams von 1977 bis 1990 coachte. 1990 wurde er der erste Nationaltrainer der Frauennationalmannschaft Chiles.

## Erfolge
CSD Colo-Colo
- Chilenischer Meister (3): 1956, 1960, 1963
- Chilenischer Pokalsieger: 1958